# Япония превыше всего
Япония превыше всего (яп. 日本第一党 Нихон/Ниппон дайитто:) — крайне правая политическая партия в Японии, основанная Макото Сакураи.

## История
15 августа 2016 года на ежегодном собрании протеста против Хантэнрэн лидер партии Макото Сакураи объявил перед толпой перед храмом Ясукуни, что он не остановится на выборах в Токио и создаст новую политическую партию, которая будет отдавать приоритет Японии над иностранными державами и приносить пользу людям Японии.
Сперва партия носила шуточное название «Токийская террористическая партия (яп. 東京テロリス党)». Официально название «Япония превыше всего (яп. 日本第一党)» партия стала носить с 29 августа 2016 года.
«Япония превыше всего» провела свой первый съезд в отеле APA 26 февраля 2017 года, и Сакураи, который был фактическим лидером партии, уже формально стал таковым.
По состоянию на 27 апреля 2017 года в партии насчитывается около 1800 членов. Однако ни в одном правительственном учреждении нет членов партии. В тот же день Микио Окамура (яп. 岡村幹雄) официально объявил на пресс-конференции о своем плане баллотироваться на предстоящих выборах в законодательный орган префектуры Токио в июле 2017 года.

## Политика
Многие из обещаний кампании Макото Сакураи на выборах губернатора Токио были включены в политику, изложенную партией, например, лишение иностранцев возможности получать пособия. Политика включает в себя переписывание японской конституции с нуля, чтобы поставить императора главой государства, установить армию и сделать защиту страны гражданским долгом.